# 看台報告
Bleacher Report（常缩写作B/R），是美国体育网站，报道涵盖众多体育项目新闻和相关文化。

## 简介
Bleacher Report由4个体育迷创办于2005年。经过两年的开发和测试，网站于2008年正式上线。网站很快获得了大量的访客流量。2010年，根据流量分析网站Comscore的排名，Bleacher Report已超越CBS體育網和運動畫刊，成为访问量第五大的体育网站。
Bleacher Report和传统体育媒体聘用专业撰稿人不同，其打算依靠众包的无偿撰稿人来贡献文章。在其最早期的模式中，几乎任何用户都可以注册为撰稿人，然后在网站上发表文章。众多用户的加入拓展了新闻报道的广度，很多小众球队也能得以报道。但另一方面，因其内容缺乏审核机制导致在传媒中声誉不佳，受到了“内容农场”的批评。2010-11年，Bleacher Report开始进行重塑，试图提高编辑质量。其放弃了内容农场的模式，开始采用更严格和透明的编辑审查准则，并增加了撰稿人的评级机制。
2012年，时代华纳旗下的特纳体育（现TNT体育）斥资1.75亿美元收购了该网站。在被收购后，Bleacher Report加大投入寻找可靠的撰稿人，以提升其报道的声誉，同时还拓展了视频业务。Bleacher Report根据文章数量、浏览量和读者评论将撰稿人分成了多个等级，大多人都是免费写作的，少数获得精选的的可以获得稿费。2014年，Bleacher Report透露其浏览量的90%来自约300名撰稿人，这些撰稿人的报酬水平不一。2016年，Bleacher Report网站点击量达到了行业龙头ESPN的30%。